# Skarszewy
Skarszewy ([skar'ʃɛvɨ; Duits: Schöneck) is een stad in het Poolse woiwodschap Pommeren, gelegen in de powiat Starogardzki. De oppervlakte bedraagt 9,43 km², het inwonertal 6805 (2005).

## Verkeer en vervoer
- Station Skarszewy